# مجموعه ینکجه
مجموعه ینکجه مربوط به متاخر دوران‌های تاریخی پس از اسلام است و در شهرستان زنجان، بخش مرکزی، روستای ینگجه واقع شده و این اثر در تاریخ ۲۷ مرداد ۱۳۸۲ با شمارهٔ ثبت ۹۶۸۷ به‌عنوان یکی از آثار ملی ایران به ثبت رسیده‌است. یک روستا در آ شرقی واقع شده که در ۱ کیلومتری بستان آباد قرار دارد و ینگجه نام دارد دارای افراد خونگرمی است و از معروفترین روستاهای این شهرستان است